# Aneta (Dakota Północna)
Aneta – miasto w Stanach Zjednoczonych, w stanie Dakota Północna, w hrabstwie Nelson.